# Jordankal
Jordankal je naselje v Občini Mirna Peč. 

## Slavni prebivalci
Lojze Slak, legendarni slovenski harmonikar.
- Lojze Slak